# Камершпіле (жанр)
Камершпі́ле (нім. Kammerspiel —  камерна  драма) — різновид драми, що склався у німецькому театрі, мистецтві й кіно на початку 1920-х, як своєрідний протест проти ірраціональності світоспоглядання експресіонізму. Характерними ознаками «камершпіле» є психологізм на межі з натуралізмом, намагання розкрити внутрішню сутність зазвичай нечисленних персонажів — представників середнього бюргерства і чиновництва, соціальний песимізм. «Камершпіле» характеризується єдністю місця й часу події у межах, як правило, нескладного сюжету, уповільненістю темпу, особливою увагою до дрібниць, яка набуває іноді символічного значення.

## У кіно
Засновником «камершпіле» в кіно був сценарист Карл Майєр (фільми «Скалки», реж. Лупу Пік) і «Чорний хід», реж. Пауль Лені — обидва у 1921 році), «Вулиця» (1923, реж. Карл Груне), «Святвечір» (1923, реж. Лупу Пік), «Остання людина» (1925, реж. Ф. Мурнау), в яких реалістичне зображення життя поєднується із тонким психологічним аналізом характерів. Найвідомішими акторами «камершпіле» були Еміль Яннінгс, Генні Портен, Фріц Кортнер. В цілому фільми «каммершпіле», що виникли як екранний варіант сценічних експериментів Макса Рейнгардт, і в змістовному, і в естетичному відношенні виявилися різновидом, модифікацією кінематографічного експресіонізму.
Авторів, які готували сценарії камерних фільмів, не лише задовольняли вузькі межі соціального середовища, де жили і діяли герої, — вони свідомо обмежували й місце дії, не виходячи за межі одного будинку, однієї квартири. Ця обставина потребувала від авторів глибоко й тонко аналізувати вчинки й поведінку своїх героїв для того, щоб зацікавити глядачів тим, що відбувається на екрані. Звідси походила і ще одна особливість камерних фільмів — пошуки оригінальних сюжетів, створення оригінальних сценаріїв. Численні екранізації того часу принесли у кінематограф значну кількість написів (інтертитрів), зміст яких запозичувався з літературного твору, покладеного в основу фільму. Такі написи іноді не вміщалися в один титр, їх доводилося продовжувати в іншому. Глядачі гаяли час на їх читання, і драматичне напруження фільму слабшало.
Автори і теоретики камерних фільмів вели боротьбу з «літературщиною» в кіно, почавши створювати сценарії та знімати фільми без будь-яких написів. Задля досягнення мети вони обрали відточений сюжет і виразну акторську гру. Значної ролі у них набули деталі, за допомогою яких сценарист міг порозумітися з глядачами, не вдаючись до важких написів. Сценаристи «камершпіле» часто відмовлялись навіть від необхідних написів. Наприклад, замість короткого й лаконічного напису «другого дня» демонструвалися багатометрові кадри заходу сонця, настання ночі та згодом світанку. Першим позбавленим написів фільмом вважаються «Скалки» (1921) режисера Лупу Піка за сценарієм Карла Майєра.

## Додаткова література
- Камершпіле // Літературознавча енциклопедія : у 2 т. / авт.-уклад. Ю. І. Ковалів. — Київ : ВЦ «Академія», 2007. — А — Л. — С. 457.